# 楠豪森
楠豪森是德国莱茵兰-普法尔茨州的一个市镇。总面积6.05平方公里，总人口504人，其中男性249人，女性255人（2011年12月31日），人口密度83人/平方公里。